# Église Saint-Médard de Lihons
L'église Saint-Médard de Lihons est une église catholique située à Lihons, dans le département de la Somme, à l'est d'Amiens.

## Historique
L’ancienne église gothique de Lihons datant du XIIIe siècle, restaurée aux XVIe et XVIIIe siècles ayant été anéantie au cours de la Première Guerre mondiale, fut reconstruite durant l'entre-deux-guerres.

## Caractéristiques

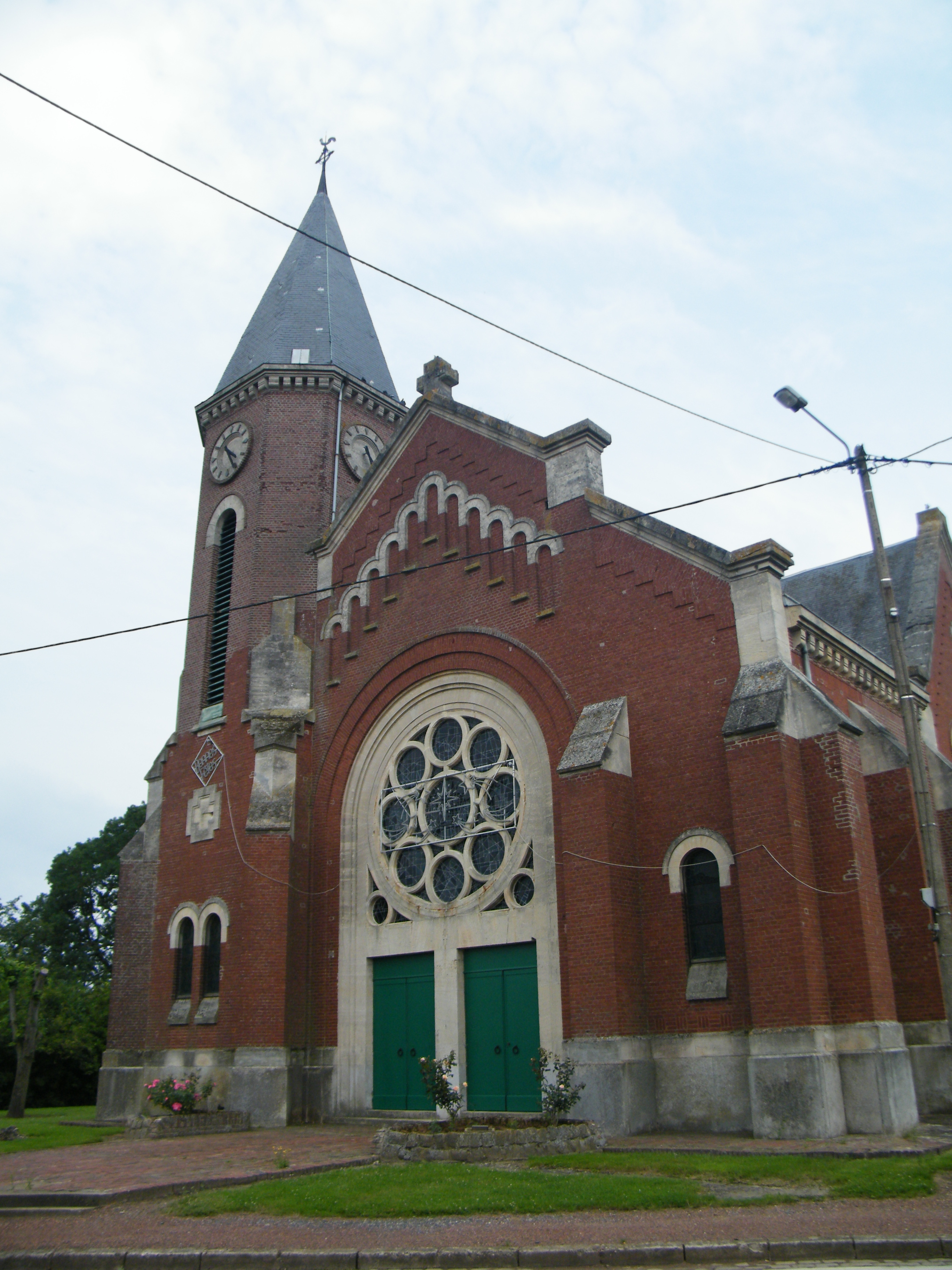

L'édifice actuel a été construit en brique. La façade ouest renforcée par des contreforts est percée d'un double portail à deux vantaux surmonté d'une large rose circulaire divisée en cercles huit cercles disposés autour d'un cercle central. Le fronton triangulaire du sommet est précédé de baies aveugles en plein cintre. La tour clocher flaque la façade au nord, sa base est quadrangulaire mais les parties hautes sont octogonales. Une horloge à cadran est surmontée d'un toit en flèche recouvert d'ardoise.
La nef composée de deux travées est prolongée par un transept et un chœur en abside. Les fenêtres de la façade ouest et des façades sud et nord sont en arc en plein cintre.